# Shōhei Baba
Shōhei Baba (jap. 馬場 正平, Baba Shōhei; * 23. Januar 1938 in Sanjō, Japan; † 31. Januar 1999 in Tokio) war ein japanischer Wrestler und Wrestlingpromoter, der auch als Giant Baba bekannt war. Baba war außerdem Mitbegründer der japanischen Wrestlingorganisation All Japan Pro Wrestling, welche er bis zu seinem Tod leitete. Neben seinem alten Trainingsgefährten Antonio Inoki war er der bekannteste Wrestler Japans und konnte seine Liga als Marktführer positionieren.

## Leben
Ursprünglich war Babas Ziel eine Karriere als Baseballspieler, er bestritt aber als Pitcher nur drei Spiele für das japanische Team Yomiuri Giants, alle drei sieglos. Danach schlug er den Weg zum Wrestling ein und wurde zusammen mit Antonio Inoki vom einflussreichen und legendären Rikidōzan (1924–1963), einem ehemaligen Sumō-Ringer, trainiert. In der Japanese Wrestling Association (JWA), der damals dominierenden Liga in Japan, sammelte Baba ab seinem Debüt am 30. September 1960 seine ersten Erfahrungen. Nach Rikidozans Tod im Jahre 1963 waren es insbesondere Inoki und Baba, die der Liga zu weiterem Erfolg verhalfen.
Im Jahr 1971 kam es zu einem Streit zwischen der JWA, Inoki und Baba: Inoki forderte einen Kampf um einen von Baba gehaltenen Titel, doch die JWA-Leitung empfand Inoki noch nicht als würdigen Herausforderer. Die internen Probleme spitzten sich zu und mit einigem Abstand trennten sich Inoki und Baba von der JWA. Während Inoki seine Promotion New Japan Pro-Wrestling (NJPW) gründete, hob Baba mit der Debütshow am 21. Oktober 1972 All Japan Pro Wrestling aus der Taufe.
Die Liga wuchs und wurde parallel zu Inokis NJPW immer populärer. Baba konnte in den Anfangsjahren auf Freunde aus den USA, wie Dick „The Destroyer“ Beyer, Bruno Sammartino und die Funk Brüder bauen. Zusammen mit der Erfahrung dieser Wrestler, seinen Verbindungen zur NWA und kaufmännischem Geschick konnte All Japan zur erfolgreichsten Promotion in Japan aufsteigen.
Durch Shohai Babas Medienpräsenz in einer der führenden Sportarten Japans wurde auch die Mainstream-Presse auf ihn aufmerksam. So war Baba häufiger Gast in diversen Quiz- und Unterhaltungssendungen und war ein beliebter Werbeträger. Sein gesellschaftlicher Einfluss war beachtlich: Paul McCartney hatte ein 10-jähriges Einreiseverbot, da man bei ihm auf einem japanischen Flughafen Drogen fand. Als dem Wrestler Steve Williams das Gleiche drohte, schaltete sich Baba ein und konnte eine Strafe abwenden.
Wenige Tage nach seinem 61. Geburtstag starb Baba überraschend an Leberversagen. Bis zu seinem Todeszeitpunkt war Baba Präsident von All Japan Pro Wrestling. In den folgenden Monaten kam es zu Problemen zwischen Mitsuharu Misawa und Babas Witwe Motoko. Nach Babas Tod wurde Mitsuharu Misawa Präsident von AJPW, Motoko Baba war nach dem Tode ihres Mannes Eigentümerin von AJPW. Zusammen mit den meisten Top-Stars der Liga verließ Misawa AJPW und gründete Pro Wrestling NOAH.

## Wrestling

### Erfolge
- 3× NWA World Heavyweight Champion
- 3× NWA International Heavyweight Champion
- 1× NWA World Tag Team Champion (Detroit Version) (mit Jumbo Tsuruta)
- 12× NWA International Tag Team Champion (1× mit Michiaki Yoshimura, 4× mit Antonio Inoki, 1× mit Seiji Sakaguchi und 6× mit Jumbo Tsuruta)
- 4× PWF Heavyweight Champion
- 1× All Asian Heavyweight Champion